# Regioni della Bosnia ed Erzegovina per indice di sviluppo umano
Questa è una lista delle regioni della Bosnia ed Erzegovina per indice di sviluppo umano nel 2019.
| Posizione                           | Regione                             | 2018 HDI                            | Comparabile con                     |
| Indice di sviluppo umano molto alto | Indice di sviluppo umano molto alto | Indice di sviluppo umano molto alto | Indice di sviluppo umano molto alto |
| ----------------------------------- | ----------------------------------- | ----------------------------------- | ----------------------------------- |
| 1                                   | Sarajevo                            | 0,805                               | Kuwait                              |
| Indice di sviluppo umano alto       |                                     |                                     |                                     |
| 2                                   | Erzegovina-Narenta                  | 0,795                               | Albania                             |
| 3                                   | Podrinje Bosniaco                   | 0,794                               | Albania                             |
| 4                                   | Erzegovina Occidentale              | 0,792                               | Albania                             |
| 5                                   | Tuzla                               | 0,786                               | Cuba                                |
| 6                                   | Zenica-Doboj                        | 0,780                               | Ucraina                             |
| –                                   | Bosnia ed Erzegovina (media)        | 0,780                               | Ucraina                             |
| 7                                   | Distretto di Brčko                  | 0,779                               | Messico                             |
| 8                                   | Bosnia Centrale                     | 0,774                               | Macedonia del Nord                  |
| 9                                   | Repubblica Serba                    | 0,770                               | Colombia                            |
| 10                                  | Posavina                            | 0,762                               | Cina                                |
| 11                                  | Una-Sana                            | 0,751                               | Moldavia                            |
| 12                                  | Cantone 10                          | 0,740                               | Tunisia                             |